# Andreas Gruschke
Andreas Gruschke, né le 16 avril 1960 à Tengen-Blumenfeld en Allemagne et mort le 30 janvier 2018, est un écrivain, photojournaliste et chercheur allemand spécialiste du Tibet. 

## Biographie
Sa formation scientifique est celle d’un géographe, ethnologue et sinologue. 
À la fin de ses études, il voyagea en Asie du Sud-est, en Chine, Corée, en Asie Centrale, mais la plupart de ses voyages l'ont mené dans les régions du haut plateau du Tibet.
Depuis 1987, il travaille comme auteur et journaliste libre avec pour thèmes de prédilection le Tibet, l'Himalaya, la Route de la soie et l'Extrême-Orient. 
Il a publié de nombreux livres et articles sur la culture tibétaine dont un particulièrement important sur les monastères des régions tibétaines orientales, en Amdo et Kham. Il a travaillé également sur les nomades de la région tibétaine orientale de Yushu (Kham du nord). 
D'autres livres et rapports sont consacrés à la Corée, l'Himalaya et la Chine. 
Il a également publié des albums sur sa région d'origine, l'Hégau et le Rhin supérieur.

## Œuvres
- Hommes, divinités et montagnes des Himalayas par A. Gansser, A. Gruschke et B.C. Olschak, Grenoble: Éditions Glénat, 1994.
- The Cultural Monuments of Tibet’s Outer Provinces: Amdo, 2 vols., Bangkok 2001
- The Cultural Monuments of Tibet’s Outer Provinces: Kham, 2 vols., Bangkok 2004 ff.
- A Vital Monastic Centre of the Jonang Tradition: The Grand Lamasery of Dzamthang, in: 《China Tibetology》中国藏学(英文版) 2008年01期